# Speyeria caliginosa
Speyeria caliginosa är en fjärilsart som beskrevs av Comstock 1925. Speyeria caliginosa ingår i släktet Speyeria och familjen praktfjärilar. Inga underarter finns listade i Catalogue of Life.